# 东楚州 (隋朝)
东楚州，中国隋末唐初时设置的州。
隋朝末年臧君相据楚州，号东楚州。治所在山阳县（今江苏省淮安市）。唐高祖武德四年（621年）臧君相降唐，因置东楚州。辖境相当今江苏淮安市。下辖山阳县、安宜县（今江苏省宝应县，621年—624年属于仓州）、淮阴县（今江苏省淮安市淮阴区，624年废）、盐城县（今江苏省盐城市，624年来属）。武德八年（625年）改名楚州。